# Bierum

Vlag van de voormalige gemeente

Bierum (Gronings: Baaierm) is een wierdedorp in de gemeente Eemsdelta in het noorden van de provincie Groningen in Nederland. Verder is het de naam van de voormalige gemeente die in 1990 opging in de gemeente Delfzijl.
De dorpen van de voormalige gemeente Bierum (ook wel Vierburen genoemd) werden vanouds tot het district Fivelingo en de landstreek Hogeland gerekend.
Het 670 inwoners tellende dorp (CBS, 2023) ligt ten noordwesten van Delfzijl aan de Waddenkust. Het meest karakteristieke gebouw is de middeleeuwse Sebastiaankerk, waarvan de toren wordt ondersteund door een enorme steunbeer met doorgang. Deze steunbeer was oorspronkelijk bedoeld om de kerktoren te ondersteunen, maar door een fout in de fundering trekt deze de toren in feite naar beneden. Bijzonder is verder dat deze grotendeels romaanse kerk overwelfd is met Romanogotische meloengewelven.
In Bierum stond tot 1825 de middeleeuwse borg Luinga. De laatste eigenaar was Harm Jan van Bolhuis, heer van Bierum. Het borgterrein is goed te herkennen. De entree met bakstenen brug is volledig intact.
Van 1808 tot 1811 vormde Bierum onderdeel van de kortstondige gemeente Holwierde (die zetelde in Bierum) en van 1811 tot 1989 vormde het een zelfstandige gemeente, waartoe naast Bierum en Holwierde ook Godlinze, Krewerd, Losdorp en Spijk behoorden.

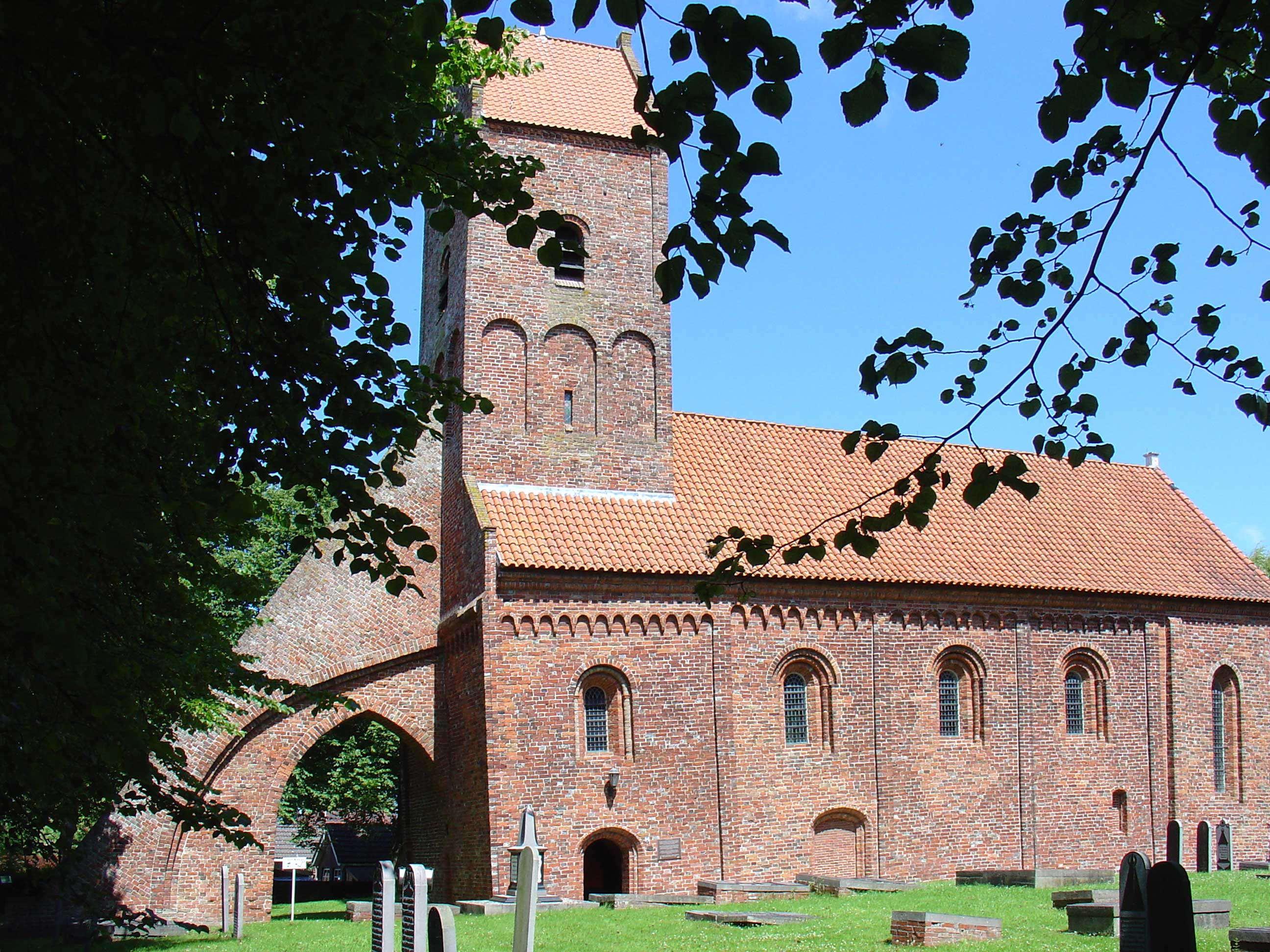
Romanogotische hervormde Sebastiaankerk (13e eeuw)
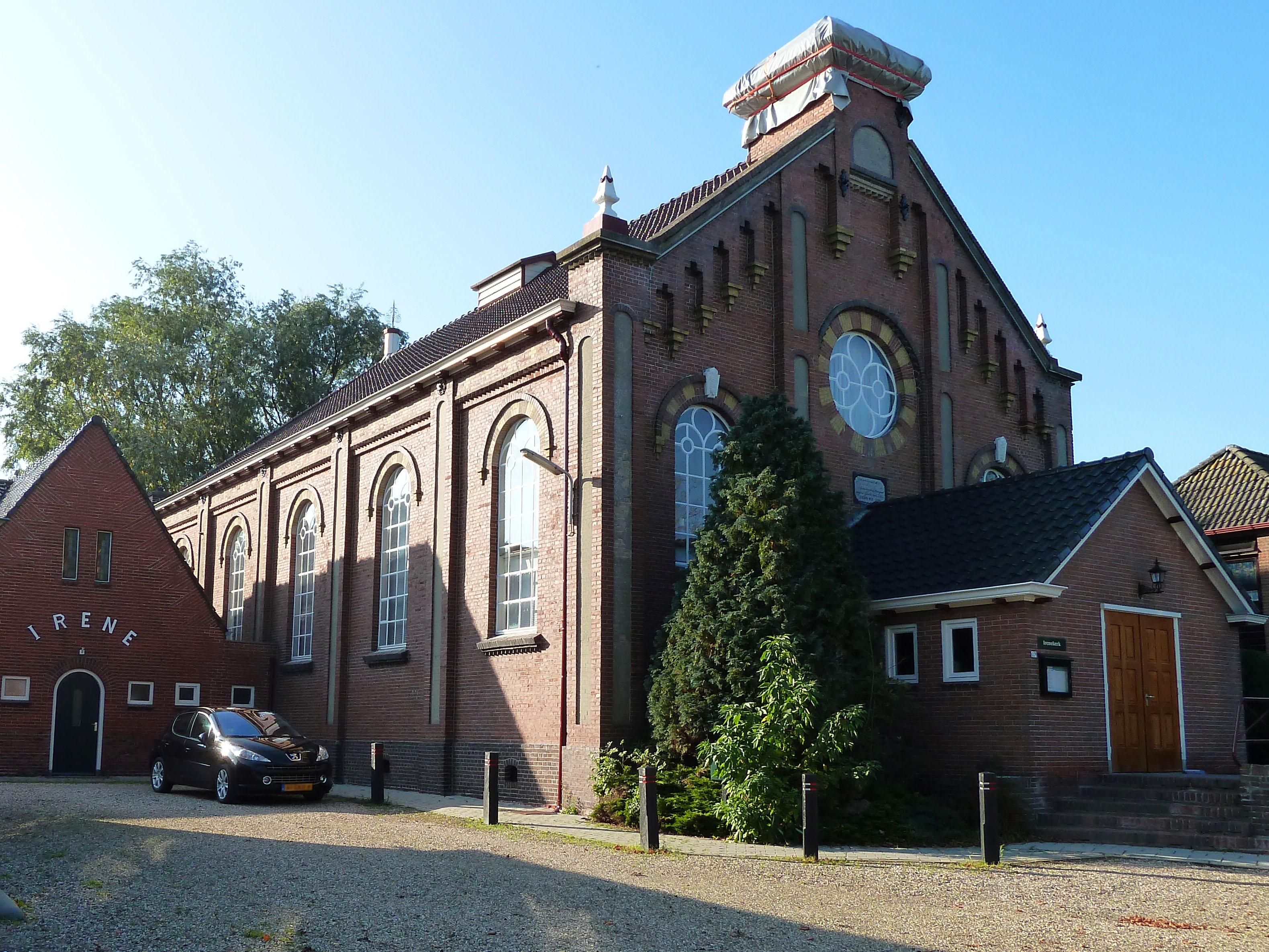
Gereformeerde Irenekerk (1890)
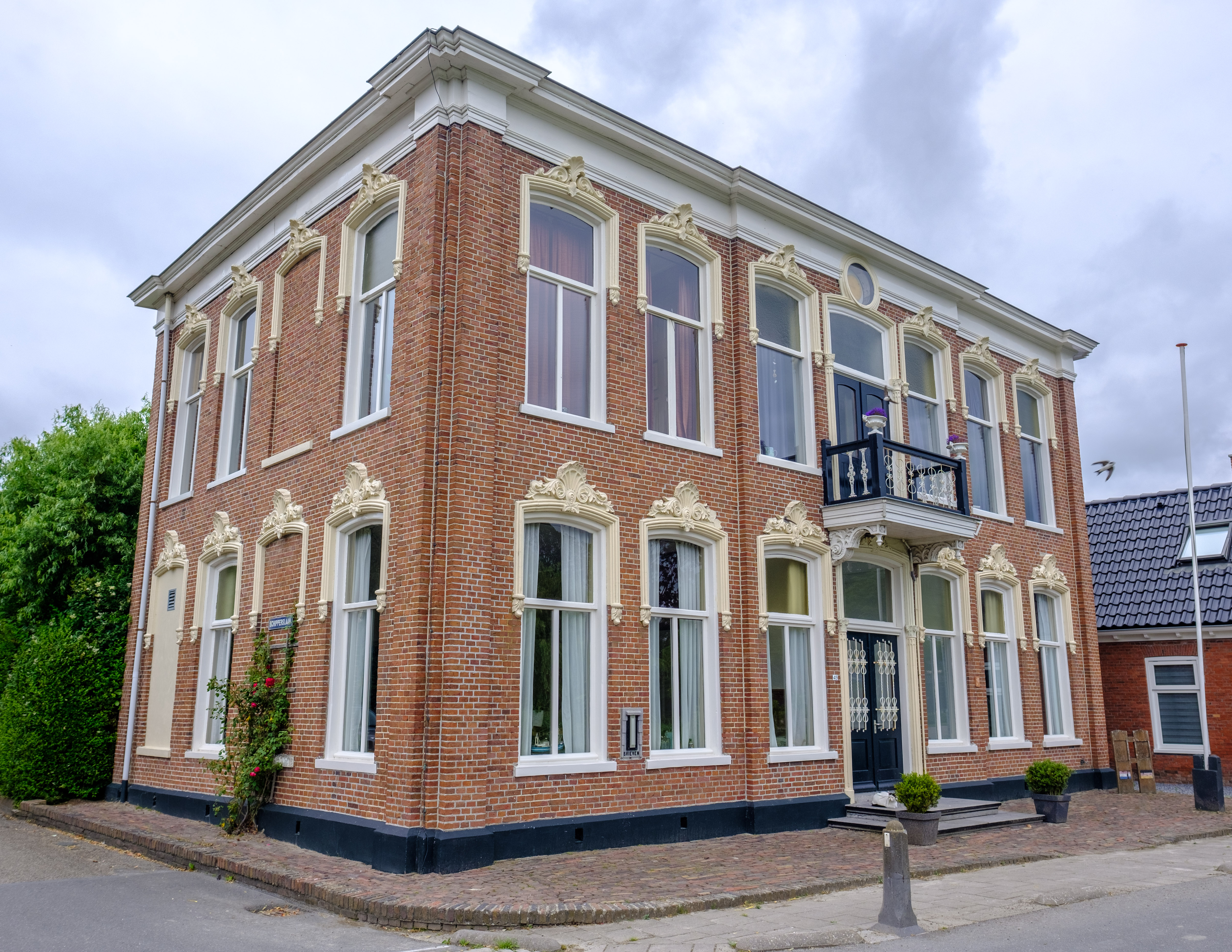
Het eclectische voormalige gemeentehuis uit 1885 (ontwerp B. (Bronno?) Wiertsema).
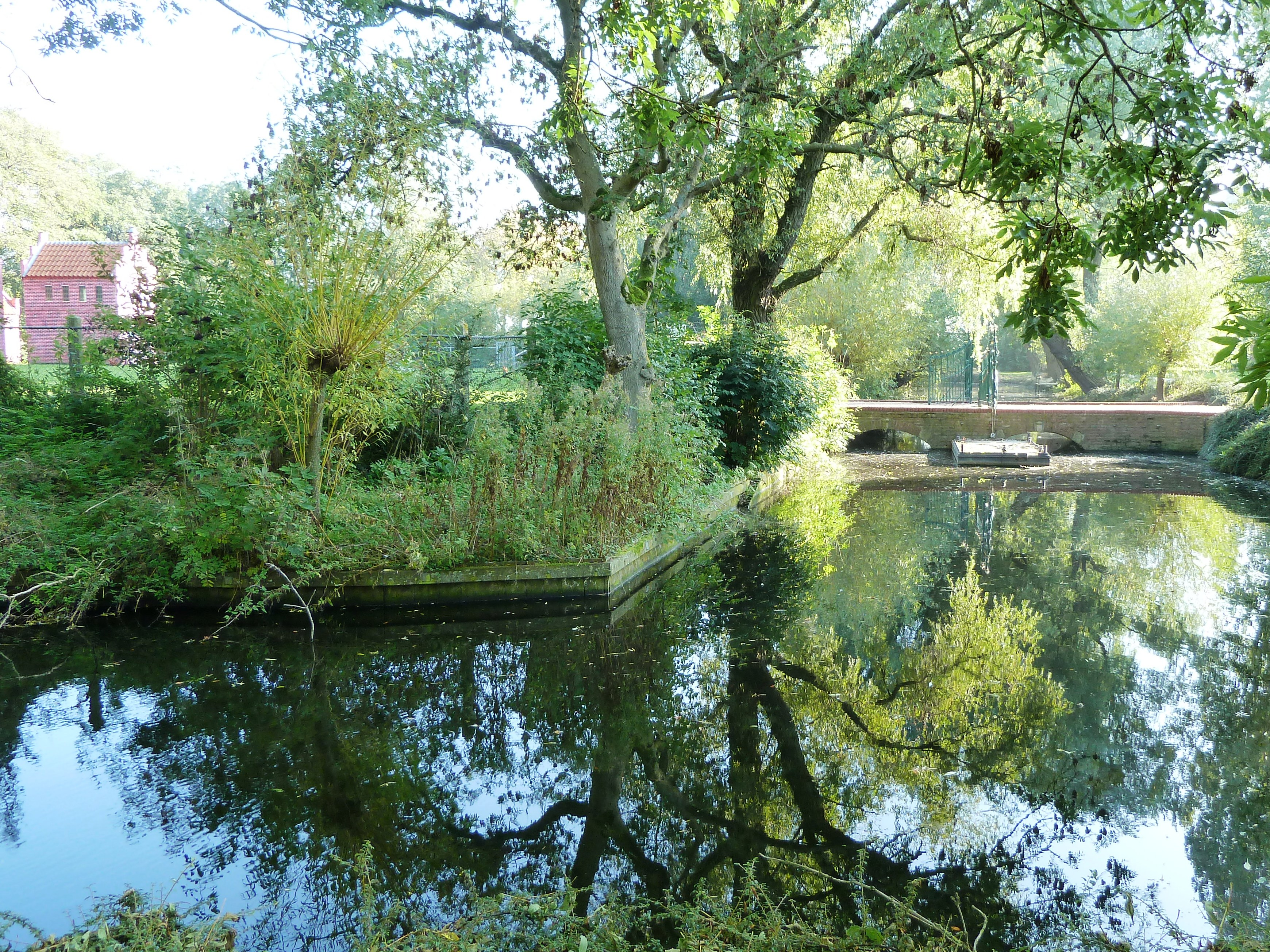
De gracht rond Luinga.
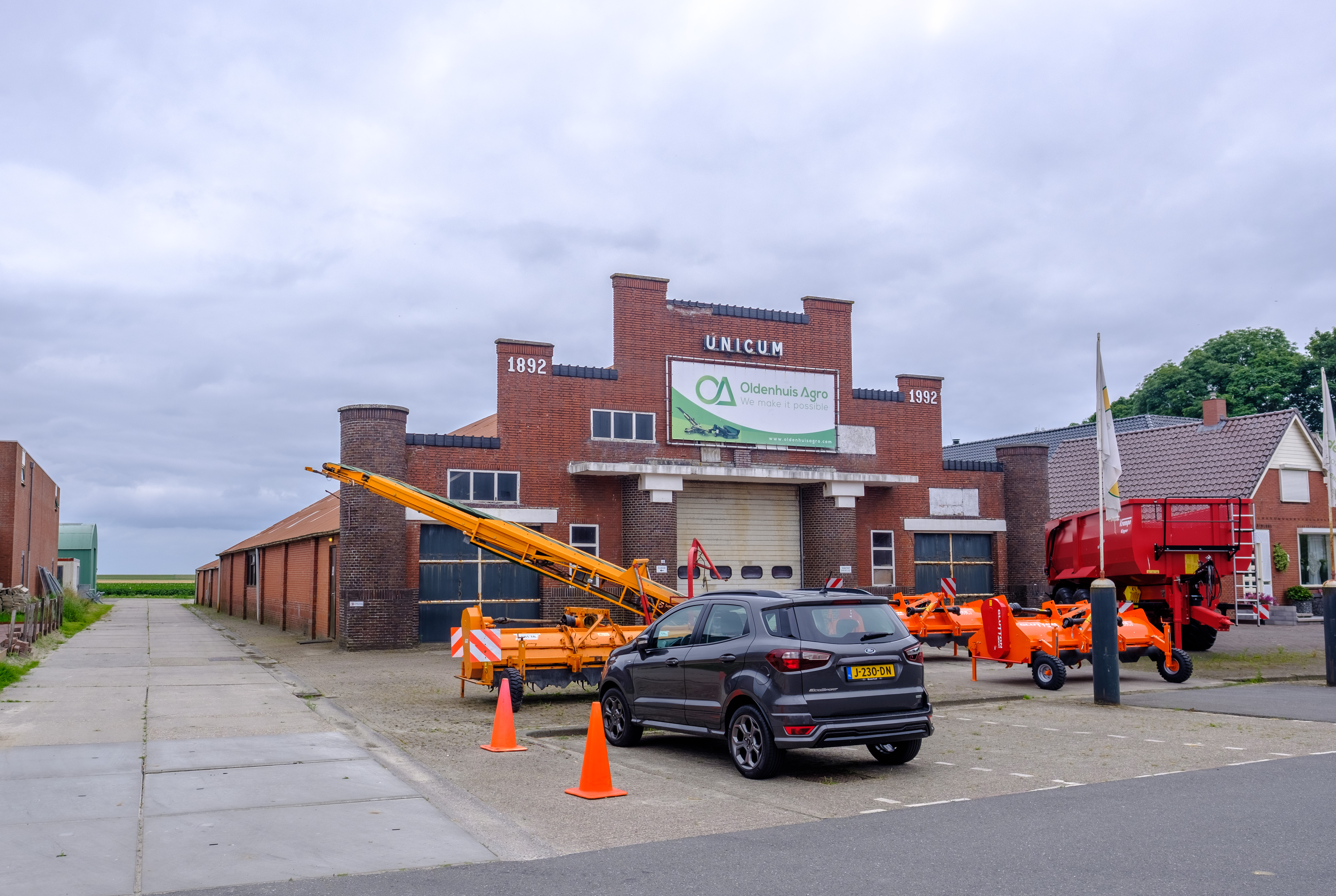
Werkplaats Unicum (ontwerp gemeentearchitect Dictus Hendrik Top, 1934) in de stijl van de Amsterdamse School.

## Geboren
- Albert Omta (1914-2008), verzetsstrijder en burgemeester